# PENGUIN DISC
PENGUIN DISC（ペンギン ディスク）は、2016年にタワーレコード内に設立されたアイドル専門のレコードレーベル。主宰は音楽ライターの南波一海。

## 概要
設立のきっかけは、2015年末に行われた「出張!南波一海のアイドル三十六房in新潟」で新潟を訪れた際に、南波、嶺脇育夫、ナカGとRYUTistのスタッフとの間で交わされた会話から。
南波は相次ぐグループの解散やメンバーの卒業・脱退、CDセールスの減少などにより、2015年頃からアイドルシーンに陰りがみられると認識しており、レーベル名の「PENGUIN DISC」もペンギンのように身を寄せ合って来たる冬の時代を乗り切るというコンセプトによる。
2016年7月12日配信の「南波さん出版記念ハロショ大阪店編 出張!三十六房第2弾」の冒頭でレーベル設立を発表。同年8月8日、タワーレコード新宿店でお披露目イベントを行った。

## 参加アーティスト
- RYUTist

### 過去の参加アーティスト
- Peach sugar snow ※タワーレコード内レーベルの「youthsource records」より移籍。2016年12月グループ解散により離脱[5]。
- ハコイリ♡ムスメ

## 柳♡箱（RYUTistとハコイリ♡ムスメ）
「柳♡箱（RYUTistとハコイリ♡ムスメ）」（やなぎばこ（りゅーてぃすととハコイリムスメ））は、RYUTistとハコイリ♡ムスメによるコラボユニットである。「柳」はRYUTistの由来となった「柳都」から、「箱」はハコイリ♡ムスメの由来となった「箱入り娘」から取られている。
レーベル設立後、2組は新潟や東京でツーマンライブを行うなど交流を深め、2017年8月13日に行われた「ハコムス野外音楽会SP〜ハコムス×RYUTistのサマーパーティー!!〜」にて、ハコイリ♡ムスメリーダーの我妻桃実が「RYUTistとハコムスでCDなど何か形に残るものができたら」という要望に南波がOKを出したことが結成のきっかけとなった。
2018年1月23日に「ともだち」をリリースした。本作では南波は作詞およびMVの監督を務めている。
2018年7月10日に発売されたハコイリ♡ムスメのシングル「エトワールを夢みて」のc/wに「皆さん、Love&Peaceです!」が収録されている。作詞はぱいぱいでか美（クレジットは「でか美」名義）。他アーティストへの提供は初となる。

## リリース
| 2016年    | 2016年           | 2016年                              | 2016年   | 2016年       | 2016年 |
| 品番      | アーティスト     | 作品                                | 発売日   | 種別         | 最高位 |
| --------- | ---------------- | ----------------------------------- | -------- | ------------ | ------ |
| PGDC-0001 | Peach sugar snow | キミと僕のwhisper                   | 08月16日 | ミニアルバム | -      |
| PGDC-0002 | ハコイリ♡ムスメ  | ハコいっぱいのプレゼント（通常版A） | 11月22日 | シングル     | -      |
| PGDC-0003 | ハコイリ♡ムスメ  | ハコいっぱいのプレゼント（通常版B） | 11月22日 | シングル     | -      |
| PGDC-0004 | ハコイリ♡ムスメ  | ハコいっぱいのプレゼント（通常版C） | 11月22日 | シングル     | -      |

| 2017年    | 2017年       | 2017年   | 2017年 | 2017年   | 2017年 |
| 品番      | アーティスト | 作品     | 発売日 | 種別     | 最高位 |
| --------- | ------------ | -------- | ------ | -------- | ------ |
| PGDC-0005 | RYUTist      | 柳都芸妓 | 8月1日 | アルバム | -      |

| 2018年    | 2018年                            | 2018年             | 2018年   | 2018年             | 2018年 |
| 品番      | アーティスト                      | 作品               | 発売日   | 種別               | 最高位 |
| --------- | --------------------------------- | ------------------ | -------- | ------------------ | ------ |
| PGDC-0006 | 柳♡箱（RYUTistとハコイリ♡ムスメ） | ともだち           | 01月23日 | シングル           | -      |
| PGDC-0007 | RYUTist                           | 青空シグナル       | 05月15日 | シングル           | -      |
| PGDC-0008 | ハコイリ♡ムスメ                   | エトワールを夢みて | 07月10日 | シングル           | -      |
| PGDV-0001 | RYUTist                           | 青空シグナル       | 11月07日 | 7"シングルレコード | -      |
| PGDC-0009 | RYUTist                           | 黄昏のダイアリー   | 11月20日 | シングル           | -      |

## イベント
※特記なき場合、柳♡箱（結成前の2組のツーマン含む）としての出演

### 2016年
- タワーレコード新レーベル“PENGUIN DISC”お披露目イベント@タワーレコード新宿店（8月8日、タワーレコード新宿店）※所属する3組が出演
- PENGUIN DISC presents「ハコイリ♡ムスメ×RYUTist」新潟公演（9月3日、Live House 柳都 SHOW!CASE!!）
- PENGUIN DISC presents「ハコイリ♡ムスメ×RYUTist」東京公演（12月29日、AKIBAカルチャーズ劇場）

### 2017年
- TOWER RECORDS presents ザ・感謝祭2017新春[9]（1月22日、品川ステラボール）※タワーレコードが運営する5つのレーベルによる合同イベント。ハコイリ♡ムスメが出演（RYUTistは学業の都合により出演見送り、Peach sugar snowはグループ解散に伴い出演キャンセル）[10]。
- ハコムス野外音楽会SP〜ハコムス×RYUTistのサマーパーティー!!〜（8月13日、所沢航空記念公園 野外ステージ）
- 柳♡箱のともだち！東京リリースイベント編@タワーレコード錦糸町店（12月29日、タワーレコード錦糸町店）
- 柳♡箱のともだち！東京編（12月30日、AKIBAカルチャーズ劇場）

### 2018年
- 柳♡箱のともだち！新潟リリースイベント編@タワーレコード新潟店（イオンモール新潟南スカイコート）※特典会のみ
- 柳♡箱のともだち！新潟編（1月21日、Live House 柳都 SHOW!CASE!!）
- 柳♡箱のともだち！東京リリースイベント編@タワーレコード新宿店（1月27日、タワーレコード新宿店）
- 柳♡箱のともだち！東京リリースイベント編@タワーレコード川崎店（1月27日、タワーレコード川崎店）
- ハコイリ♡ムスメの野外音楽会番外編〜柳♡箱SPRING PARTY2018〜（3月31日、ミハマニューポートリゾート ニューポート広場）
- ハコムス野外音楽会SP〜ハコムス×RYUTistのサマーパーティー!!〜（7月28日、東京イースト21 イースト21プラザ）
- TOKYO IDOL FESTIVAL 2018（8月4日、フジテレビ湾岸スタジオ屋上「SKY STAGE」）[注 1]
- 柳♡箱とぱいぱいでか美の『皆さん、Love&Peaceです!』（8月5日、AKIBAカルチャーズ劇場）
- 柳♡箱の年末スペシャルライブ！〜ともだちのその先へ♡〜（12月30日、AKIBAカルチャーズ劇場）

### 2019年
- 「横須賀アイドルカーニバル 2019 SPRING」（4月21日、横須賀ヤンガーザンイエスタデイ）
- TOKYO IDOL FESTIVAL 2019（8月4日、ダイバーシティ東京プラザ2Fフェスティバル広場「FESTIVAL STAGE」）
- ハコイリ♡ムスメとRYUTistのSummerParty2019〜ハワイの中心でLove&Peaceを叫ぶ！〜（9月15日、スパリゾートハワイアンズ）
- ハコイリ♡ムスメとRYUTist 「ともだち〜きみに出会えてよかったな〜」（9月23日、月見ル君想フ）